# 磯子火力発電所
磯子火力発電所（いそごかりょくはつでんしょ）は神奈川県横浜市磯子区新磯子町37-2にある電源開発（J-POWER）の石炭火力発電所。

## 概要
東京電力と東北電力（受電　18.2万kw）に電力を供給する火力発電所として1967年に（旧）1号機が運転を開始、（旧）2号機までが建設された。
1990年代後半に入り老朽化が進んだため、旧設備は廃止され新たに新1、新2号機が建設された。新設備は大気汚染防止対策と発電効率に優れ石炭火力の従来のイメージを一新、世界最高水準の発電効率を達成している。
隣接地には、LNGを燃料とするJERA南横浜火力発電所がある。

## 発電設備

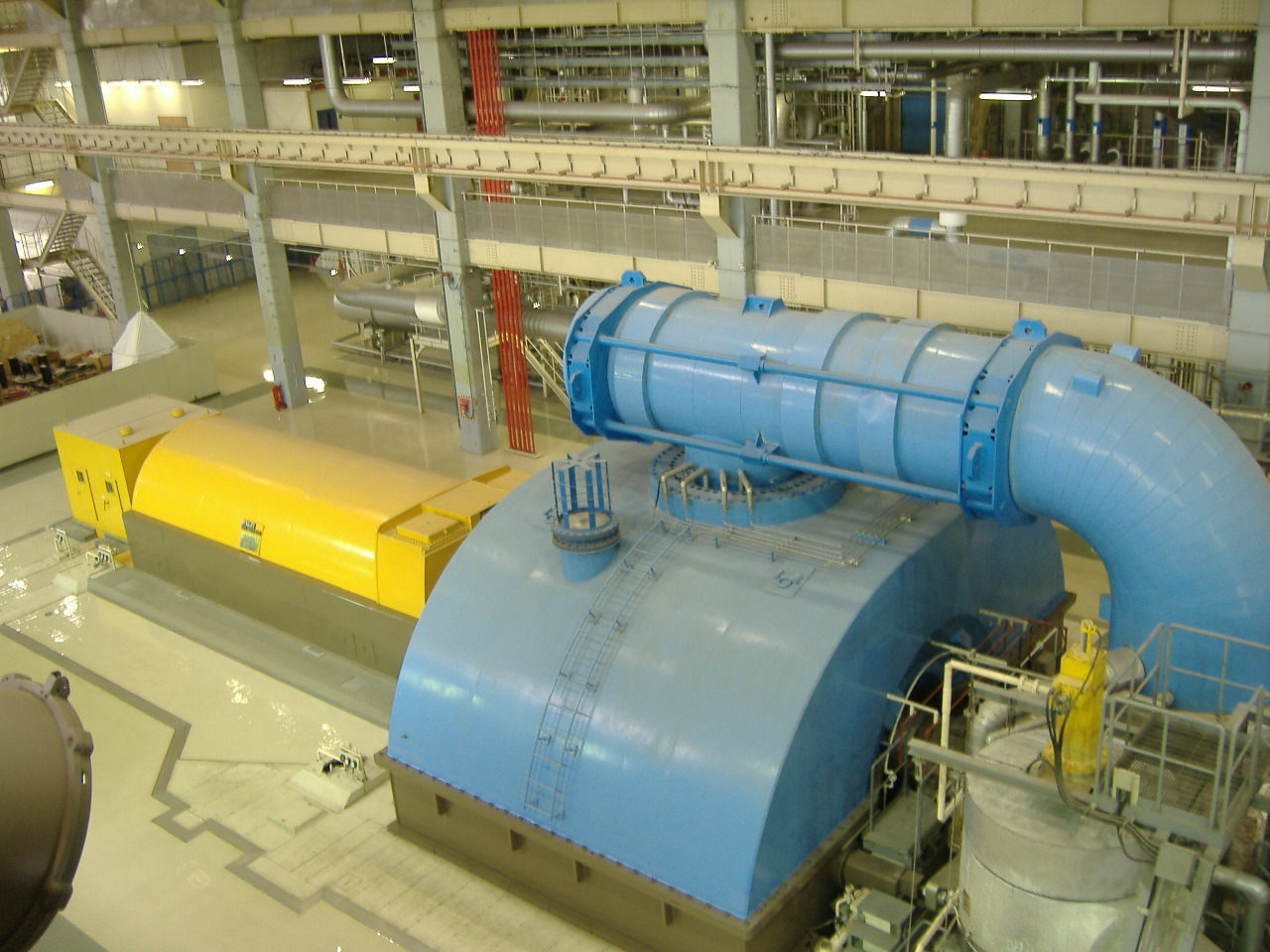
タービンと発電機

- 総出力：120万kW　（暫定116.2万kW）[1]

新1号機
定格出力：60万kW
使用燃料：石炭
蒸気条件：超々臨界圧（Ultra Super Critical）
熱効率：
　43%（高位発熱量基準）
　45%（低位発熱量基準）
営業運転開始：2002年4月1日
新2号機
定格出力：60万kW　（暫定56.2万kW）
使用燃料：石炭
蒸気条件：超々臨界圧（USC）
熱効率：
　43%（高位発熱量基準）
　45%（低位発熱量基準）
営業運転開始：2009年7月15日

## 廃止された発電設備
- 総出力：53万kW

（旧）1号機（廃止）
定格出力：26.5万kW
使用燃料：石炭
熱効率：38%（高位発熱量基準）
営業運転期間：1967年5月 - 2001年11月
（旧）2号機（廃止）
定格出力：26.5万kW
使用燃料：石炭
熱効率：38%（高位発熱量基準）
営業運転期間：1969年9月 - 2001年11月

## 発電所としての特徴

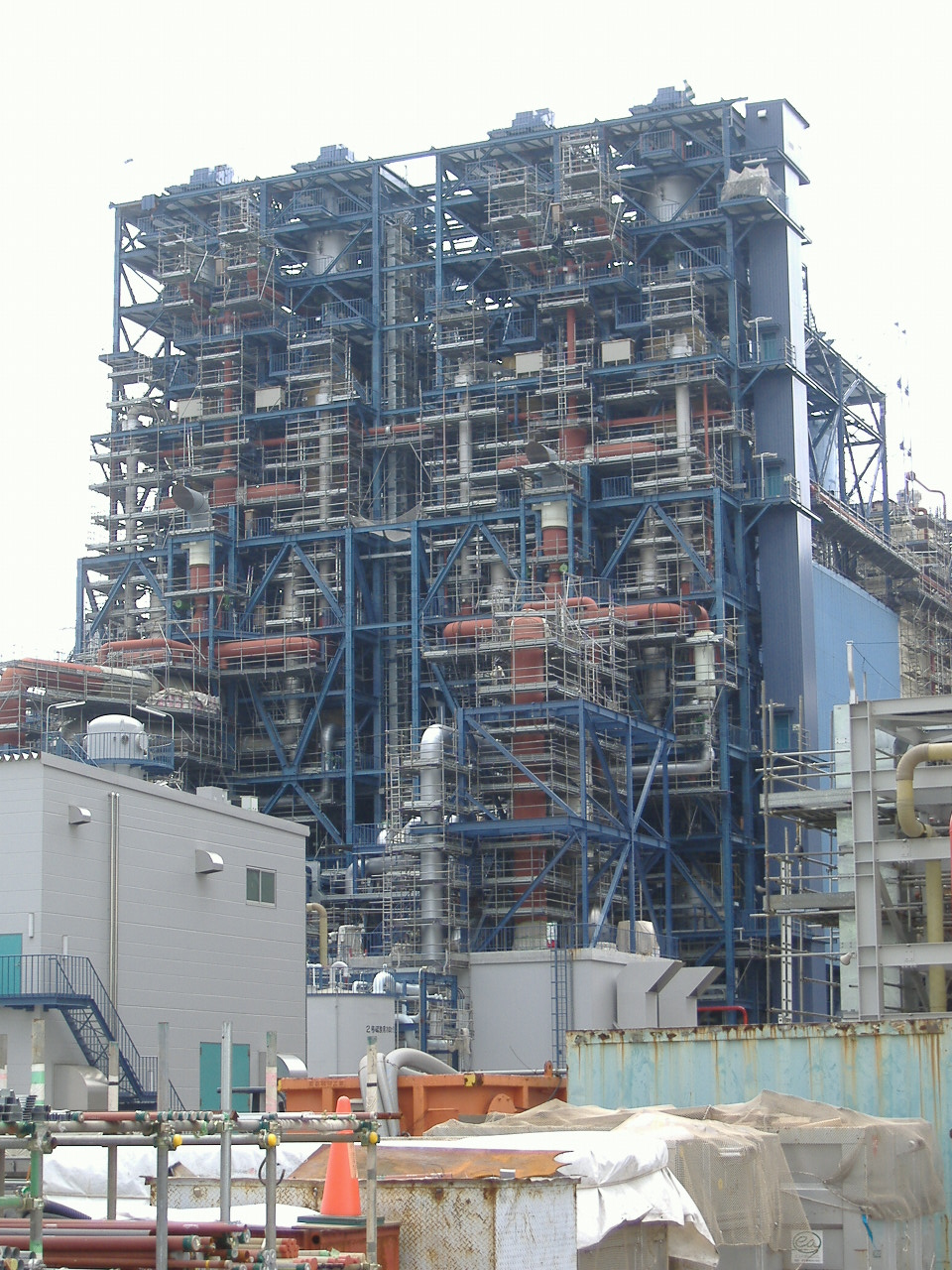
排煙脱硫装置

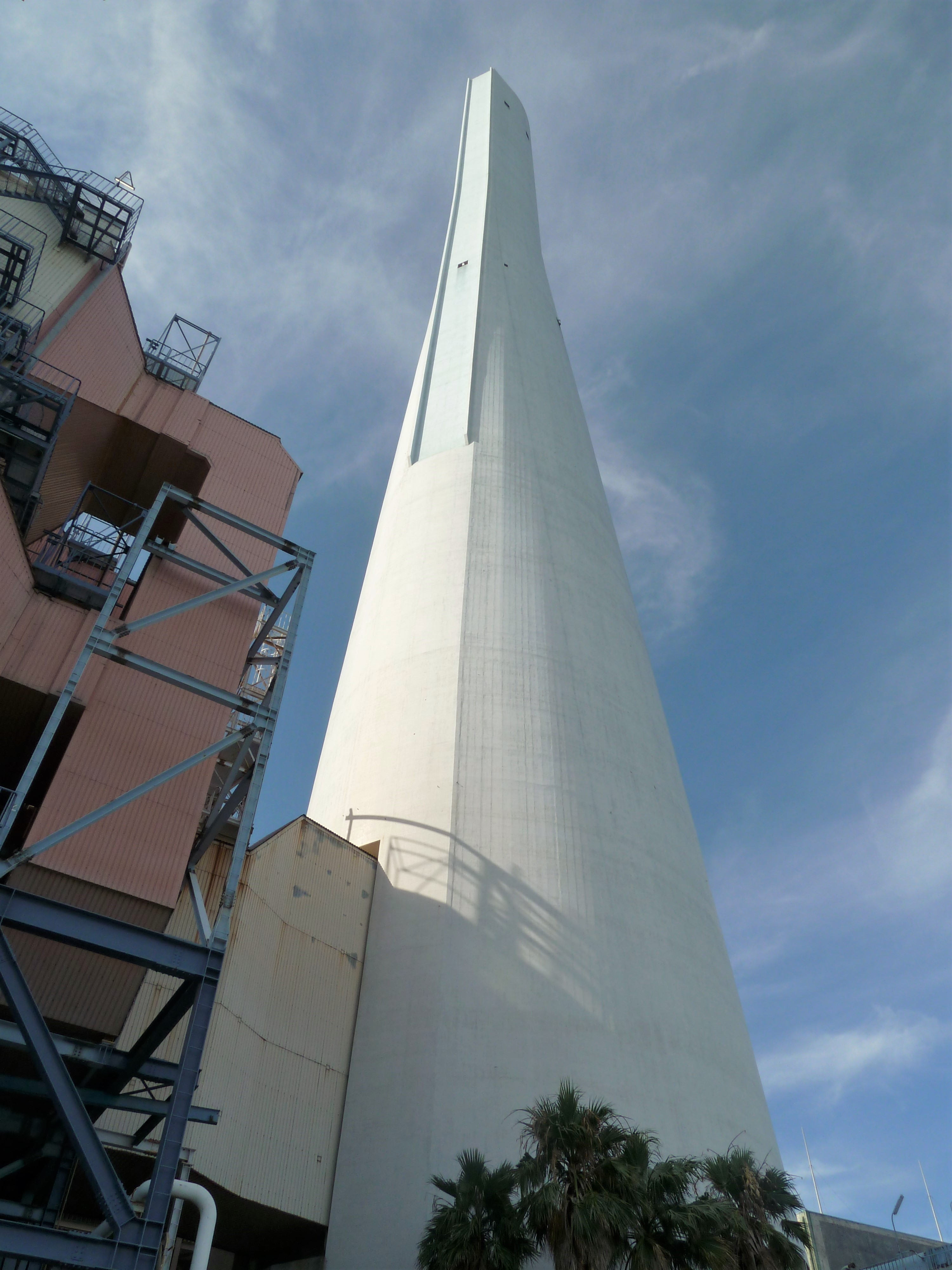
煙突

- 石炭（国内炭および輸入炭）を燃料としており、1日あたり約5,000トンを消費する。本牧の中継基地（国際埠頭貯炭場バース）よりほぼ毎日海上輸送され、10万トン貯蔵可能な石炭サイロに貯蔵される。年間38万トン程度発生する石炭灰は9割以上がセメント原料として再利用される。
- アンモニア選択接触還元式乾式排煙脱硝装置、電気集塵機、活性炭吸着式乾式排煙脱硫装置を備え、旧発電装置を上回る大気汚染防止対策が取られている。
- 敷地を有効に利用するため、日本で初めてタワー式ボイラーを採用している。新1号機のボイラー建屋は高さ約100mで、日本の発電所建屋の高さとしては最も高い。煙突は高さ200mで、三渓園方面からの景観に配慮して扁平な形状としている。建屋や煙突の彩色は景観への配慮がなされ、2002年には第17回公共の色彩賞を受賞している。
- 新2号機のボイラー建屋は、新1号機に比べ地上からの高さに約20mの差があるが、これは同じ高さで建設すると、隣接するJERA南横浜火力発電所の煙突に風が当たらないという分析結果が出たため、20m掘り下げて建設している。従って両者のボイラーの高さは実質同じである。
- 発電効率向上のため、主蒸気温度600℃、再熱蒸気温度610℃、主蒸気圧力25.0MPaとした超々臨界圧のボイラー、蒸気タービンを採用し、熱効率は43%（高位発熱量基準）となり世界最高水準を達成した。更に新2号機では再熱蒸気温度を620℃まで高め、更なる効率向上を図った[2]。

## トラブル

### 構内での火災
2011年11月24日22時4分、「スクリーンクラッシャー室」からの発煙を確認、発電を停止。スクリーンクラッシャー室、石炭サイロ等が損傷を受けた。仮設の石炭受入コンベア設備の設置を行い、2012年1月19日にまず新2号機が、23日に新1号機が運転を再開した。

### 低圧タービン動翼折損
2012年12月4日、新2号機において低圧タービン動翼の一部折損が確認されたため発電を停止。電源開発では応急対策として、折損が認められた低圧タービンの動翼（第32段動静翼）を取り外し、圧力プレートを設置して運転することとした。新2号機は2013年6月3日に運転を再開した。なお、圧力プレートの設置により、新2号機の定格出力は、暫定的に56.2万kWとなっている。

## 環境への取り組み
当発電所は根岸湾埋立事業の第2期イ地区（1964年12月竣工）に建設された。当時、四日市コンビナートなどの公害が全国的に問題とされた時代であった。1964年（昭和39年）5月、根岸湾埋め立て地への企業誘致について、中区・磯子両区の町内会、商店会、婦人会、医師会などの各団体によって協議会が結成され、公害追放運動が組織化された。横浜市は地域住民からの要請を受けて、住民の健康と産業育成を両立させるために、法律よりも厳しい排出基準を定めた公害防止協定を進出企業と締結していった（いわゆる「横浜方式」）。当発電所は現在、世界トップクラスのクリーンな石炭火力発電所となっている。

## 沿革

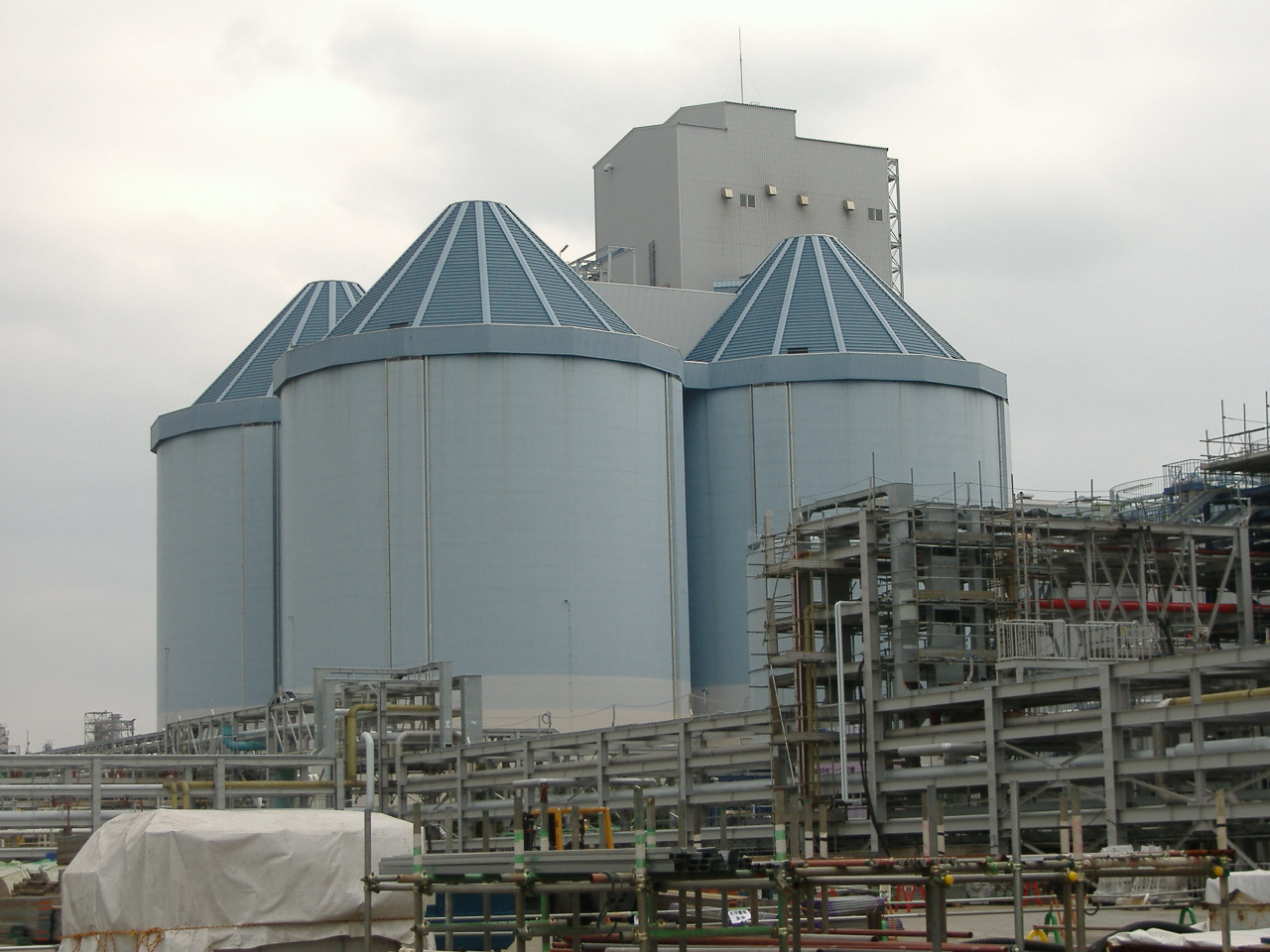
石炭サイロ

- 1967年（昭和42年）5月 - （旧）1号機運転開始
- 1969年（昭和44年）9月 - （旧）2号機運転開始
- 1996年（平成8年）9月 - 新1号機着工
- 2001年（平成13年）11月 - （旧）1、2号機廃止
- 2002年（平成14年）4月 - 新1号機営業運転開始
- 2004年（平成16年）3月 - （旧）1、2号機撤去完了
- 2005年（平成17年）10月 - 新2号機着工
- 2008年（平成20年）12月 - 新2号機試運転開始
- 2009年（平成21年）7月15日 - 新2号機営業運転開始

## アクセス
- 横浜市営バス
  - 磯子駅東口より85系統利用、『Jパワー前』下車